# Powiat Oberbarnim

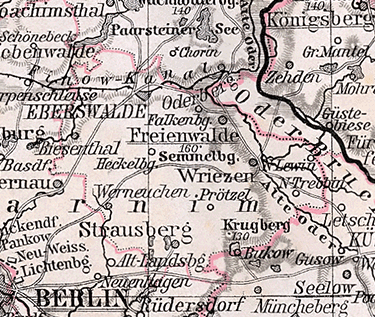
Mapa powiatu w 1905

Powiat Oberbarnim (niem. Landkreis Oberbarnim, Kreis Oberbarnim) – dawny powiat w Królestwie Prus, w prowincji prowincji Brandenburgia, w rejencji poczdamskiej. Istniał w latach 1818–1952, siedzibą władz powiatu było miasto Bad Freienwalde (Oder). Teren dawnego powiatu leży obecnie w kraju związkowym Brandenburgia w powiatach Barnim oraz Märkisch-Oderland.
1 stycznia 1945 na terenie powiatu znajdowało się:
- sześć miast: Bad Freienwalde (Oder), Biesenthal, Finow, Strausberg, Werneuchen oraz Wriezen
- 80 innych gmin
- jeden majątek junkierski.